# Veronica Sbergia
Veronica Sbergia (Bergamo, 1977) è una cantante e musicista italiana.
Originaria della provincia di Bergamo ed appassionata di musica della tradizione statunitense, ha nel corso degli anni interpretato molti generi musicali spaziando dal folk con gli F.B.A., al soul/funky con The Persuaders, al R&B con le Blues 
Girls e poi da solista e con Max De Bernardi, suo compagno, a rivisitare il blues rurale ed il folk.
Ha partecipato a festival italiani ed internazionali come il Pistoia Blues Festival, Porretta Soul Festival, Fylde Folk Festival, Sidmouth Folk Week o al Divan du Monde di Parigi.

## Biografia
Dopo l'esperienza con i Persuaders nel 2004 entra nel gruppo folk F.B.A. con cui pubblica l'album Alter. Nel 2007 con il supporto di Max De Bernardi pubblica il primo album solista Ain't Nothing in Ramblin’.
Nel 2009 pubblica assieme ad un gruppo di musicisti di supporto (oltre a Max De Bernardi alla chitarra resofonica e mandolino, Alessandra Ceccala al contrabbasso, Mauro Ferrarese alla chitarra resofonica, Marcus Tondo all'armonica) l'album Veronica & The Red Wine Serenaders, dove rielabora alcune canzoni delle jug band, brani country, swing e ragtime incise nei primi anni del secolo scorso utilizzando strumenti poco tradizionali ma in voga all'epoca come l'ukulele, il washboard o il kazoo. L'artista ha ricevuto il premio Fuori dal controllo al Meeting Etichette Indipendenti
Nel 2011 pubblica il terzo album D.O.C. sempre con la collaborazione dei Red Wine Serenaders, registrato in presa diretta presso la stazione di Ora dove continua la personale rielaborazione della musica americana con una maggiore preponderanza dell'elemento blues. Rispetto al precedente oltre alla Sbergia si alternano al canto anche gli altri elementi del gruppo.
Nel 2012 pubblica con Max De Bernardi l'album Old Stories for Modern Times, che rivisita alcuni brani della tradizione blues e che ha visto la partecipazione di ospiti importanti come il chitarrista Bob Brozman e l'armonicista Sugar Blue. L'album è stato registrato in mono e remixato con una console analogica.
Nel 2013 con i Red Wine Serenaders (Max De Bernardi e Alessandra Ceccala), vince la terza edizione dello European Blues Challenge a Tolosa, Francia, festival blues internazionale a cui partecipano 20 gruppi selezionati per rappresentare le rispettive nazioni.
Tra le sue collaborazioni, quella con The Rusties per Wild Dogs e nel 2014 partecipa al disco Ila and Her Fellows, un disco di old blues realizzato dalla cantautrice Ila.

## Discografia

### Album

#### Con gli F.B.A.
- 2004 - Alter

#### Solista
- 2007 - Ain't Nothing in Ramblin’

#### Come Veronica & the Red Wine Serenaders
- 2009 - Veronica & the Red Wine Serenaders (Totally Unnecessary Records/Audioglobe)
- 2014 - The Mexican Dress (Red Wine Serenaders)
- 2015 - Live at Duse

#### Con i Red Wine Serenaders
- 2011 - D.O.C. (Totally Unnecessary Records/Audioglobe)

#### Con Max De Bernardi
- 2012 - Old Stories for Modern Times